# Tenkodogo
Tenkodogo ist eine Stadt (commune urbaine) und ein dasselbe Gebiet umfassendes Departement im westafrikanischen Staat Burkina Faso.
Es ist Hauptstadt der Region Centre-Est und der Provinz Boulgou und hat in den sechs Sektoren des Hauptorts sowie den ihn umgebenden 83 Dörfern 124.985 Einwohner.
Die Stadt war Hauptstadt des gleichnamigen Reiches der Mossi, das bis zur Kolonisierung durch die Franzosen Bestand hatte. Seit Februar 2012 ist sie Sitz des römisch-katholischen Bistums Tenkodogo.

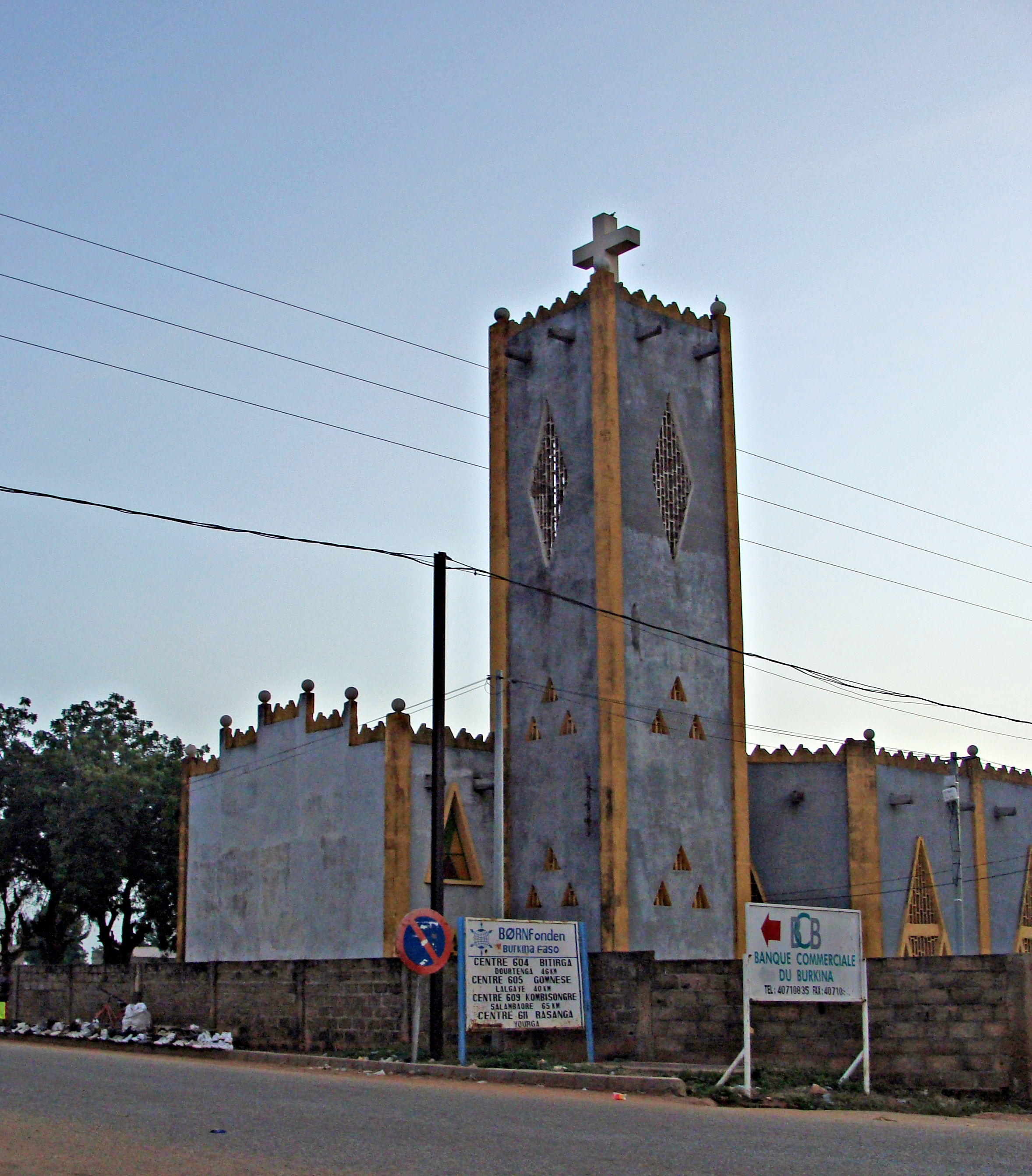
Kirche in Tenkodogo

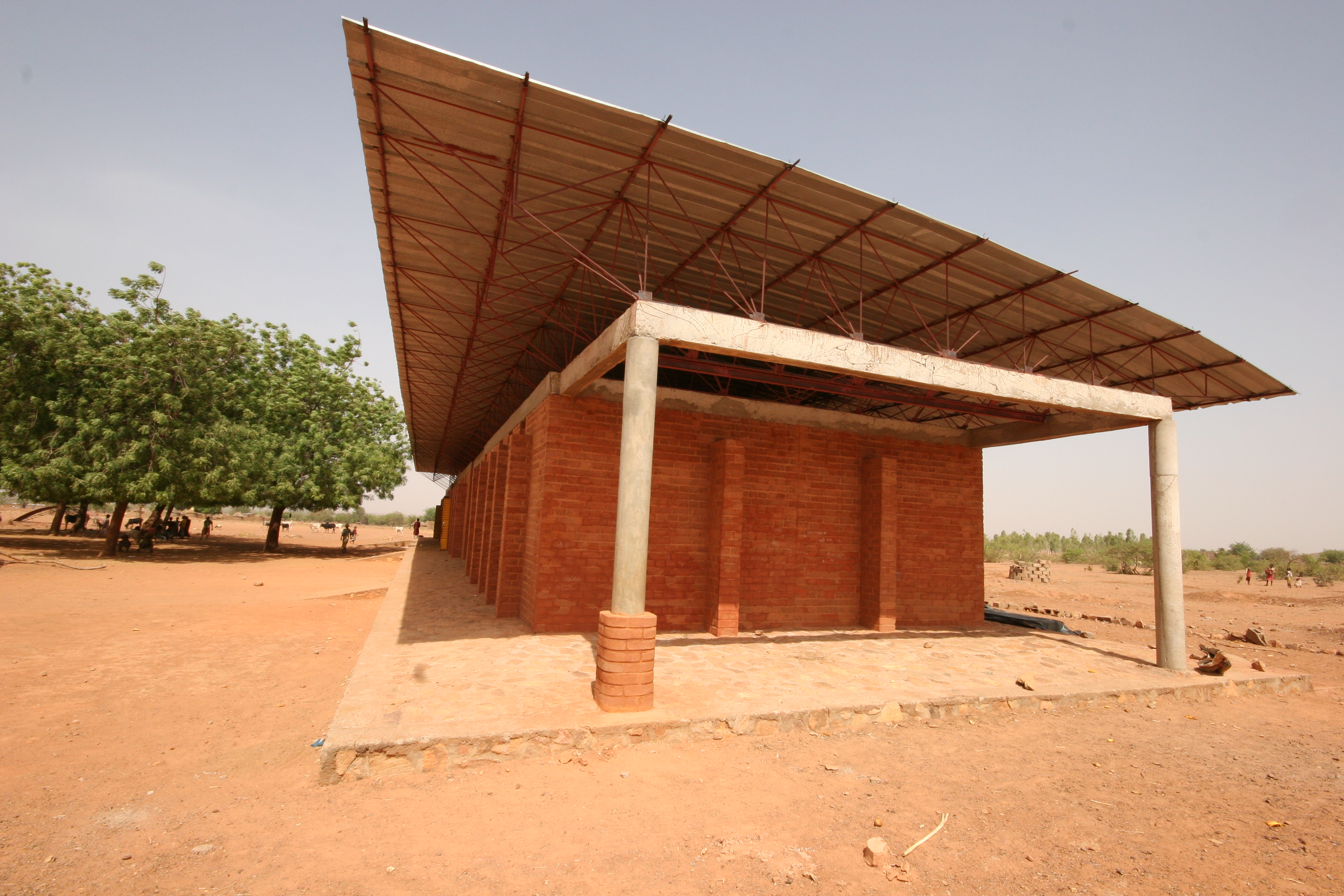
Grundschule im zu Tenkodogo gehörenden Dorf Gando

## Söhne und Töchter der Stadt
- Luc-Adolphe Tiao (* 1954), Premierminister von Burkina Faso seit 2011, ist in Tenkodogo aufgewachsen.
- David Koudougou (* 1972), römisch-katholischer Bischof von Tenkodogo